# Karel Lodewijk van Anhalt-Bernburg-Schaumburg-Hoym
Karel Lodewijk van Anhalt-Bernburg-Schaumburg-Hoym (Heerlijkheid Schaumburg, 16 mei 1723 - aldaar, 20 augustus 1806) was van 1772 tot aan zijn dood de derde vorst van Anhalt-Bernburg-Schaumburg-Hoym. Hij behoorde tot het huis Ascaniërs.

## Levensloop
Karel Lodewijk was de oudste zoon van vorst Victor Amadeus Adolf van Anhalt-Bernburg-Schaumburg-Hoym uit diens eerste huwelijk met Charlotte Louise, dochter van graaf Willem Maurits van Isenburg-Birstein.
Hij trad op zeer jonge leeftijd in Nederlandse krijgsdienst en was gestationeerd in Stevensweert, waar hij majoorsdochter Benjamine Gertrud Kaiser (1729-1787) ontmoette. De twee werden verliefd en huwden in het geheim in de nacht van 25 op 26 maart 1748, waarbij Karel Lodewijk de toestemming van zijn vader niet had gevraagd. Het echtpaar bleek echter al snel ongelukkig te zijn en in 1749 verliet Karel Lodewijk zijn vrouw. Vervolgens kwam het tot meerdere processen om het huwelijk nietig te verklaren, wat in 1757 effectief gebeurde.
In het Nederlandse leger werd Karel Lodewijk luitenant-generaal van de infanterie en commandant van Tiel. Ook bekleedde hij de functie van commandeur van de Duitse Orde in Rhenen. Later was hij in militaire dienst van het Heilige Roomse Rijk.
In 1772 volgde Karel Lodewijk zijn overleden vader op als vorst van Anhalt-Bernburg-Schaumburg-Hoym. Hij bleef dit tot in augustus 1806, toen hij op 83-jarige leeftijd overleed.

## Huwelijken en nakomelingen
Met zijn eerste echtgenote Benjamine Gertrud Kaiser kreeg Karel Lodewijk een dochter:
- Victoria Hedwig Carolina (1749-1841), huwde in 1776 met markies Thomas de Mahy de Fravas

Op 12 december 1765 huwde Karel Lodewijk in Braunfels met zijn tweede echtgenote Eleonora (1734-1812), dochter van vorst Frederik Willem van Solms-Braunfels. Ze kregen vijf kinderen:
- Victor II Karel Frederik (1767-1812), vorst van Anhalt-Bernburg-Schaumburg-Hoym
- Willem (1771-1799), officier in het leger van het Heilige Roomse Rijk
- Alexius Clemens (1772-1776)
- Sophia Charlotte (1773-1774)
- Carolina Ulrika (1775-1782)